# Сюльжин, Василий Петрович
Василий Петрович Сюльжин (Сульжин) (бел. Васіль Пятровіч Сюльжын; род. 9 мая 1946, Сергеевичи, Минская область) — советский борец вольного стиля, призёр чемпионатов СССР, чемпион Европы и мира, Заслуженный мастер спорта СССР (1973). Занимался борьбой с 18 лет. Член сборной команды страны в 1972—1973 годах. Оставил большой спорт в 1975 году, в те годы в его весе царила жесточайшая конкуренция — Магомедхан Арацилов, Виктор Новожилов, Анатолий Прокопчук, Леван Тедиашвили. Заслуженный тренер Белорусской ССР (1983).

## Спортивные результаты
- Чемпионат СССР по вольной борьбе 1970 года — ;
- Вольная борьба на летней Спартакиаде народов СССР 1971 года — ;
- Чемпионат СССР по вольной борьбе 1973 года — ;
- «Динамиада» 1973 года в Берлине — ;
- Чемпионат мира по вольной борьбе среди студентов 1974 года в Москве — ;
- Вольная борьба на летней Спартакиаде народов СССР 1975 года — ;
- Чемпионат Европы по борьбе 1975 года — 11-е место;
- Чемпионат мира по борьбе 1975 года — 11-е место.